# داني فوكس
داني فوكس (بالإنجليزية: Danny Fox)‏ (مواليد 29 مايو 1986 في وينسفورد - إنجلترا) لاعب كرة قدم إنجليزي يلعب حاليا لصالح نادي الدرجة الممتازة بيرنلي الإنجليزي منذ 2009 في مركز الظهير الأيسر كما يجيد اللعب في مركز الجناح الأيسر .

## روابط خارجية
- داني فوكس على موقع قاعدة بيانات كرة القدم.إي يو (الإنجليزية)
- داني فوكس على موقع ناشيونال فوتبول تيمز (الإنجليزية)
- داني فوكس على موقع Soccerbase.com (لاعب) (الإنجليزية)
- داني فوكس على موقع Soccerway.com (الإنجليزية)
- داني فوكس على موقع عالم كرة القدم.نت (الإنجليزية)
- داني فوكس على موقع كووورة
- داني فوكس على موقع AS.com (الإسبانية)